# Campanula precatoria
Campanula precatoria är en klockväxtart som beskrevs av Timb.-lagr. Campanula precatoria ingår i släktet blåklockor, och familjen klockväxter. Inga underarter finns listade i Catalogue of Life.